# Schusterlinie
Schlacht um die Niederlande

Maastricht – Mill – Den Haag – Rotterdam – Zeeland – Grebbeberg – Afsluitdijk – Bombardierung von Rotterdam
Invasion von Luxemburg

Schusterlinie
Schlacht um Belgien

Fort Eben-Emael – K-W-Linie – Dyle-Plan – Hannut – Gembloux – Lys
Schlacht um Frankreich

Ardennen – Sedan – Maginot-Linie – Weygand-Linie – Arras – Boulogne – Calais – Dünkirchen (Dynamo – Wormhout) – Abbeville – Lille – Paula – Fall Rot – Aisne – Westalpen – Cycle – Saumur – Lagarde – Aerial – Fall Braun

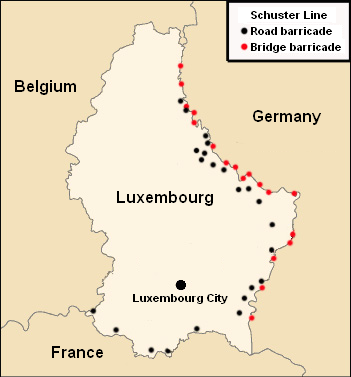
Karte der Schusterlinie

Die Schusterlinie war eine Verteidigungslinie, die kurz vor dem Zweiten Weltkrieg in Luxemburg errichtet worden war. Sie wurde nach dem luxemburgischen Chef-Ingenieur für Brücken und Straßenbauten Joseph Schuster benannt.
Die Schusterlinie bestand aus 41 Betonsperren und Eisentoren; 18 Brückensperren (längs der deutschen Grenze), 18 Straßensperren an der deutschen Grenze und fünf Straßensperren an der französischen Grenze. Die Straßensperren waren rund einen Kilometer im Landesinneren in einem Zick-Zack-Muster aufgebaut, zu beiden Seiten von Stacheldrahtverhauen bedeckt. Entlang der deutschen Grenze wurden neun militärische Funkstationen errichtet. In der Kaserne St. Espirit in der Hauptstadt Luxemburg wurde eine zentrale Funkempfangsstation aufgebaut.
Die Linie konnte den deutschen Vormarsch am 10. Mai 1940, dem ersten Tag des Westfeldzuges, nicht erheblich verlangsamen. Die Eisentore wurden niedergerissen und über die Betonblöcke wurden Rampen gebaut, um sie überfahren zu können. Einige Hindernisse wurden weggesprengt. Luxemburg wurde am 10. Mai 1940 vollständig besetzt und blieb in deutscher Hand, bis im September 1944 westalliierte Truppen Luxemburg befreiten (siehe Luxemburg im Zweiten Weltkrieg).